# 1269 dans les croisades
- Mamelouks :     Az-Zâhir Rukn ad-Dîn Baybars al-Bunduqdari

Cette page regroupe les évènements concernant les Croisades qui sont survenus en 1269 :
- février : Héthoum Ier, roi d'Arménie, abdique en faveur de son fils Léon III et se retire dans un monastère[1].
- septembre : Deux prétendants, Hugues III de Lusignan, roi de Chypre, et Marie d'Antioche revendiquent le trône de Jérusalem. La Haute cour de Jérusalem tranche en faveur d'Hugues[2].
- 24 octobre : Hugues III est couronné roi de Jérusalem[3].
- décembre : Une croisade composé de chevalier Aragonais débarque à Saint-Jean-d'Acre (neuvième croisade)[4].